# Buon giorno
Buon giorno (お早よう?, Ohayō) è un film del 1959 diretto da Yasujirō Ozu.

## Trama
I due fratelli Minoru e Isamu Hayashi vengono rimproverati perché, invece di recarsi ad un corso di inglese, si sono fermati da alcuni vicini di casa per assistere ad un incontro di sumo trasmesso in televisione. Al fine di convincere il padre ad acquistare un apparecchio televisivo, i due ragazzi fanno un voto di mutismo: tale comportamento, pur creando situazioni imbarazzanti all'interno della comunità e della famiglia, si rivelerà vincente visto che, dopo aver temuto un ulteriore rimprovero per un calo di rendimento scolastico ed un tentativo di fuga da casa, Minoru e Isamu trovano a casa un televisore nuovo.

## Produzione
Tutto il cinema di Ozu è caratterizzato da una grande unità. Con l’eccezione del suo primo film, del 1927, ha girato sempre dei gendaigeki, (ambientati nella contemporaneità, contrapposti ai jidaigeki, film in costume). In particolare, la sua attenzione si concentra sui shomingeki, ovvero i drammi della gente comune, soprattutto la piccola borghesia, con le sue faccende di tutti i giorni e i piccoli gesti quotidiani.
Il regista mostra un Giappone che sta cambiando con forza, quasi contro la volontà di molti dei suoi stessi abitanti. Le tradizioni vanno scomparendo in un buco nero; tuttavia il cambiamento pare quasi necessario per un paese all'epoca ancora rimasto indietro decenni. Quello di cui hanno bisogno i bambini pare essere il dialogo (così come avviene con il maestro di inglese), cosa che viene scavallata dalla famiglia con il definitivo acquisto della tv. Infine, per l'appunto, sembra quasi volerci suggerire che la felicità dei due (dopo giorni di silenzio) derivi solo dal bene materiale stesso.
Il film si mantiene con atmosfere più tranquille e meno malinconiche del solito, con gag inedite, condite da una calzante colonna sonora; questo proprio perché il film ha come protagonisti due bambini.

### Regia
In Buon giorno Ozu riprende alcuni dei modi di regia dei film degli esordi, creando intorno ai personaggi uno spazio d'azione più limitato rispetto alle opere immediatamente precedenti.

### Sceneggiatura
Scritta nel 1958 con il consueto contributo di Kōgo Noda, anche la sceneggiatura del film, riprende in parte alcuni aspetti dei film degli esordi (in particolare di Sono nato, ma..., di cui il film è considerato un parziale remake), tra cui l'umorismo scatologico espresso tramite alcuni tipi di gag inediti. Qui Ozu riesce parallelamente a raccontare la banalità che delle volte si rivela tipica del mondo adulto con le sue convenzioni ("Salve", "Buon giorno", "Buona sera", "Una bella giornata") e l'imminente occidentalizzazione (tema ricorrente nelle sue opere) del Giappone, qui rappresentato dal capitalismo sotto forma di elettrodomestici (e della coppia "americanizzata" che si trasferisce perché non trova intesa con i vicini).

### Riprese
Le riprese del film si sono svolte tra il gennaio e l'aprile 1959. Per la realizzazione del film, come location sono stati utilizzati cinque immobili situati nella zona ovest di Tokyo.

### Fotografia
La componente fotografica del film è caratterizzata da una maggiore cura dell'aspetto cromatico delle inquadrature.

## Distribuzione

### Date di uscita
- 12 maggio 1959 in Giappone[9][10]
- febbraio 1962 negli Stati Uniti (Good Morning)[10]
- 15 aprile 1963 in Danimarca (God morgen!)[10]
- 17 ottobre 1969 in Svezia (God morgon)[10]
- 13 giugno 1971 in Germania Ovest (Guten Morgen)[10]

### Divieti
Il film non è stato sottoposto ad alcuna limitazione, fatta eccezione per il Portogallo, dove i comitati di censura hanno vietato la visione dell'opera ai minori di 12 anni.